# Kim Manil
Kim Manil (hangul: 김만일, handzsa: 金萬日, RR: Kim Man-il; Vjatszkoje, 1944 – Phenjan, 1947 nyara) Kim Ir Szen (Kim Il-sung) észak-koreai elnök fia.
Szovjet feljegyzések szerint Kim Manil (Kim Man-il) Vjatszkojéban született Alekszandr Irszenovics Kim (Александр Ирсенович Ким) néven. Egészen kicsi kora óta Súra néven szólították,  eleinte koreai neve is Kim Szura (Kim Su-ra) (김수라; 金受羅) volt. Hivatalos észak-koreai feljegyzések arra is kitérnek, hogy a két testvér jó viszonyban egymással, és sokat játszottak együtt.
1947 nyarán Súra és testvére, Kim Dzsongil (Kim Jong-il) egy phenjani tóban (mások szerint a család úszómedencéjében) játszottak, amikor Súra rejtélyes körülmények között megfulladt. Egyes feltételezések szerint az akkor 5 éves bátyja fullasztotta vízbe, orosz források szerint pedig nem is Phenjanban, hanem még Vjatszkojéban fulladt bele egy kútba, még mielőtt a család hazaköltözött volna Koreába. Észak-koreai források szerint Kim Dzsongil (Kim Jong-il)t nagyon megviselte kisöccse halála, és sosem tudta magát túltenni elvesztésén. 1949 szeptemberében édesanyja, Kim Dzsongszuk (Kim Jong-suk) elhunyt egy halva született leánygyermek szülése közben.